# Mimeirhel Benita
Mimeirhel Benita, né le 17 novembre 2003 à Spijkenisse aux Pays-Bas, est un footballeur néerlandais qui joue au poste d'arrière droit au Feyenoord Rotterdam.

## Biographie

### En club
Né à Spijkenisse aux Pays-Bas Mimeirhel Benita, est notamment formé par le Feyenoord Rotterdam. Il joue son premier match en professionnel le 26 août 2021, à l'occasion d'une rencontre de Ligue Europa Conférence face à l'IF Elfsborg. Il entre en jeu et son équipe s'incline par trois buts à un,.
Mimeirhel Benita joue son premier match en championnat le 3 septembre 2022 contre le Go Ahead Eagles. Il entre en jeu et son équipe s'impose par quatre buts à trois.
Il est sacré Champion des Pays-Bas lors de la saison 2022-2023.
Le 25 juillet 2023, Benita est prêté à l'Excelsior Rotterdam pour une saison, afin qu'il puisse gagner en temps de jeu.
Lors de l'été 2024, Mimeirhel Benita rejoint l'Heracles Almelo sous la forme d'un prêt d'une saison. Le transfert est officialisé le 20 juin 2024.

### En sélection
Mimeirhel Benita représente l'équipe des Pays-Bas des moins de 19 ans, jouant son premier match avec cette sélection le 6 octobre 2021, contre le Portugal. Il est titularisé et son équipe s'impose par trois buts à un.

## Palmarès
Feyenoord Rotterdam
- Championnat des Pays-Bas (1) :
  - Champion : 2023.